# Kranggan (Pekuncen)
Kranggan is een bestuurslaag in het regentschap Banyumas van de provincie Midden-Java, Indonesië. Kranggan telt 3244 inwoners (volkstelling 2010).